# 形式微分
数学のとくに抽象代数学における形式微分（けいしきびぶん、英: formal derivative）は、微分法における通常の微分を形の上で真似た、多項式環または形式冪級数環上で定義される演算である。結果だけ見れば通常の微分と同じと言えるけれども、形式微分は極限の概念に基づくものではない（そもそも一般の環では極限の概念が意味を持つとは限らないのであった）という点において、代数的操作であることは有意である。形式微分は通常の微分が満たす多くの性質を満足するけれども、一部、特に数値的な性質については満たさないことに留意しなければならない。
初等代数学において、形式微分を重根の判定に用いることができる。

## 定義
係数環 R（可換でなくともよい）を決めて、R 上の多項式環 A ≔ R[x] を考える。A 上の演算としての形式微分 "′" または "D" は、R 上の多項式 {\displaystyle f(x)=a_{n}x^{n}+\dotsb +a_{1}x+a_{0}} に対して、その導多項式（形式導函数）と呼ばれる多項式 {\displaystyle f'(x)\equiv Df(x):=na_{n}x^{n-1}+\dotsb +2a_{2}x+a_{1}} を対応付ける（これは実または複素数体上の多項式函数に対する通常の微分を考えたときとちょうど同じ式である）。
注ここで、自然数 m と係数環の元 a に対する ma のような式が係数に現れてくるが、これが上記の環における積でないことに注意すべきである: ma ≔ ∑m
k=1 a.
係数環が非可換の場合には、この定義ではやや不十分である（定義式が誤っているわけではないが、多項式の標準形がないので）。実際、この形だと、定数 b-倍に関する公式 (f(x)⋅b)′ = f′(x)⋅b の証明は難しい。

## 性質
以下のような性質を満足することが確認できる:
線型性二つの多項式 f, g ∈ A およびスカラー r, s ∈ R に対し{\displaystyle (rf+sg)'=rf'+sg'} が成り立つ。
- R が非可換の場合には、スカラー右乗版 (fr + gs)′ = f′r + g′s が上記のスカラー左乗版とは別に成り立つ。
- R が単位元を持たない場合には、多項式同士の（スカラー倍しない）和の場合や一方だけスカラー倍した場合の和に関する条件を別に書かないといけないことに注意。

積の微分（ライプニッツ則）{\displaystyle (f\cdot g)'=f'\cdot g+f\cdot g'.}
- 積の順番に注意すべきである（特に R が非可換のとき、安易に順番を変えることはできない）。

この二性質を満足することは、形式微分子 D が A 上の導分となることを意味する。

## 応用

### 重根判定法
微分積分学におけると同様に、導函数によって重根の判定が可能である。係数環 R が体ならば A = R[x] はユークリッド環であり、この設定のもとでも「根の重複度」の概念が定義できる —任意の多項式 f とスカラー r に対して、非負整数 mr と多項式 g が一意的に存在して {\displaystyle f(x)=(x-r)^{m_{r}}g(x)\quad (g(r)\neq 0)} とできる。この mr を f の根としての r の重複度と呼ぶのであった—。ライプニッツ則を用いれば、この設定においても、f を繰り返し微分して r が根に現れないようにするために必要な微分の回数が mr であることが確認できる。
この判定法の有効性というのは、「一般には A に属する n-次多項式が重複度を込めて n 個の根を持つということは言えないけれど、係数体を（なかんづく、その代数閉包まで）拡大すればそうできる」のだけれども、こうしてしまうと単に R 上で考えたのでは出てこない根が重根となるかもしれないということにある（例えば、係数環 R を三元体 F3 とするとき、多項式 {\displaystyle f(x)=x^{6}+1} は R において根を持たないが、導多項式は零多項式である（R およびその任意の拡大体において 3 = 0 となるのであった）から、代数閉包に移れば R における因数分解自体からでは見つからない重根がある）。その意味において、形式微分法は重複度の効果的な概念を与えるものになっている。
ガロワ理論では分離拡大（単根しか持たない多項式によって定義される）と非分離拡大を区別するから、このような判定法は重要である。

## 解析学的定義との対応
係数環 R が可換環であるときには、形式微分の上記定義と同値な（そして微分積分学で見るものとよく似た）別定義をあたえることができる。二変数多項式環 R[X, Y] において、その元 Y – X は、任意の自然数 n に対する二項式 Yn – Xn を整除するから、したがって任意の一変数多項式 f に対する f(Y) – f(X) も整除する。そのときの商を g と書けば、つまり{\displaystyle g(X,Y):={\frac {f(Y)-f(X)}{Y-X}}\quad (\in R[X,Y])} と置けば、Y = X とした g(X, X) ∈ R[X] が f の（上で定義した）形式微分に一致することを見るのは難しくない。
いま見たような形式微分の定式化は、係数環が可換である限りにおいて、形式冪級数に対しても同じく適用できる。
実用においては、本節における定義は f として X において連続な Y の函数のクラスで行えば古典的な通常の微分の概念の捉え直しになるものである。さらに強く X, Y 両方に関して（多変数連続性の意味で）連続な函数のクラスで適用すれば、一様可微分性の概念が得られ、また f は連続的微分可能となる。同様にほかのクラスの函数（例えばリプシッツ函数のクラス）をとることにより、異なる毛色の可微分性概念を作ることができる。このように得られる微分法は、函数環の理論の一部を成すものである。

## 注